# Ronchi dei Legionari
Ronchi dei Legionari (friuli nyelven: Roncjis di Monfalcon, szlovénül: Ronke) település Olaszországban, Friuli-Venezia Giulia régióban, Gorizia megyében. Lakosainak száma 11 780 fő (2023. január 1.). Ronchi dei Legionari Doberdò del Lago, San Canzian d'Isonzo, San Pier d'Isonzo, Fogliano Redipuglia, Monfalcone és Staranzano községekkel határos.

## Népesség
A település lakossága az elmúlt években az alábbi módon változott:
| Lakosok száma | 11 939 | 11 971 | 11 780 |
|               | 2017   | 2018   | 2023   |